# Temporada 2011-2012 del Nàstic
Dades de la Temporada 2011-2012 del Gimnàstic de Tarragona.

## Fets Destacats
L'equip descendí a la Segona Divisió B de la lliga espanyola de futbol.

## Plantilla
Aquesta és la plantilla del Gimnàstic de Tarragona per a la temporada 2011-2012 a la Segona Divisió de la lliga espanyola de futbol.
| N. | Pos. | Nac. | Jugador                                      |
| -- | ---- | --- | -------------------------------------------- |
| 1  | POR  | [[Fitxer:Flag of Spain.svg\|23x15px\|border \|alt=Espanya\|link=Selecció de futbol d'Espanya\|{{#if:\|]]                                       | Rubén Pérez Chueca                           |
| 2  | MIG  | [[Fitxer:Flag of Spain.svg\|23x15px\|border \|alt=Espanya\|link=Selecció de futbol d'Espanya\|{{#if:\|]]                                       | Julio Alberto Rico Pardillo (baixa al gener) |
| 3  | DEF  | [[Fitxer:Flag of Catalonia.svg\|23x15px\|border \|alt=Catalunya\|link=Selecció de futbol de Catalunya\|{{#if:\|]]                              | Carles Domingo Pladevall Mingo               |
| 4  | MIG  | [[Fitxer:Flag of the Valencian Community (2x3).svg\|23x15px\|border \|alt=País Valencià\|link=Selecció de futbol del País Valencià\|{{#if:\|]] | Rodrigo Gimeno Molina                        |
| 5  | DEF  | [[Fitxer:Flag of Spain.svg\|23x15px\|border \|alt=Espanya\|link=Selecció de futbol d'Espanya\|{{#if:\|]]                                       | Alejandro Ortiz Ramos                        |
| 6  | DEF  | [[Fitxer:Flag of Galicia.svg\|23x15px\|border \|alt=Galícia\|link=Selecció de futbol de Galícia\|{{#if:\|]]                                    | Fernando Seoane Antelo                       |
| 7  | MIG  | [[Fitxer:Flag of Spain.svg\|23x15px\|border \|alt=Espanya\|link=Selecció de futbol d'Espanya\|{{#if:\|]]                                       | Álvaro Rey                                   |
| 8  | MIG  | [[Fitxer:Flag of Spain.svg\|23x15px\|border \|alt=Espanya\|link=Selecció de futbol d'Espanya\|{{#if:\|]]                                       | Fernando Morán Escudero                      |
| 9  | DAV  | [[Fitxer:Flag of the Netherlands.svg\|23x15px\|border \|alt=Països Baixos\|link=Selecció de futbol dels Països Baixos\|{{#if:\|]]              | Berry Powel                                  |
| 10 | MIG  | [[Fitxer:Flag of Spain.svg\|23x15px\|border \|alt=Espanya\|link=Selecció de futbol d'Espanya\|{{#if:\|]]                                       | Roberto Peragón Lacalle                      |
| 11 | DAV  | [[Fitxer:Flag of Catalonia.svg\|23x15px\|border \|alt=Catalunya\|link=Selecció de futbol de Catalunya\|{{#if:\|]]                              | Eloy Gila Marín (baixa al gener)             |
| 11 | DAV  | [[Fitxer:Flag of France (1794–1815, 1830–1974).svg\|23x15px\|border \|alt=França\|link=Selecció de futbol de França\|{{#if:\|]]                | Hugo Bargas                                  |
| 12 | DAV  | [[Fitxer:Flag of the Basque Country.svg\|23x15px\|border \|alt=País Basc\|link=Selecció de futbol del País Basc\|{{#if:\|]]                    | Juan Domínguez Otaegi (baixa al gener)       |

| N. | Pos. | Nac. | Jugador                                      |
| -- | ---- | --- | -------------------------------------------- |
| 13 | POR  | [[Fitxer:Flag of Catalonia.svg\|23x15px\|border \|alt=Catalunya\|link=Selecció de futbol de Catalunya\|{{#if:\|]]                              | David Valle Millán                           |
| 14 | MIG  | [[Fitxer:Flag of Spain.svg\|23x15px\|border \|alt=Espanya\|link=Selecció de futbol d'Espanya\|{{#if:\|]]                                       | Antonio Longás Ferré                         |
| 15 | DEF  | [[Fitxer:Flag of the Balearic Islands.svg\|23x15px\|border \|alt=Illes Balears\|link=Selecció de futbol de les Illes Balears\|{{#if:\|]]       | Pere Mairata Gual                            |
| 16 | MIG  | [[Fitxer:Flag of Spain.svg\|23x15px\|border \|alt=Espanya\|link=Selecció de futbol d'Espanya\|{{#if:\|]]                                       | Dani Abalo Paulos                            |
| 17 | DEF  | [[Fitxer:Flag of the Valencian Community (2x3).svg\|23x15px\|border \|alt=País Valencià\|link=Selecció de futbol del País Valencià\|{{#if:\|]] | Raul Fuster Arnao                            |
| 18 | MIG  | [[Fitxer:Flag of the Balearic Islands.svg\|23x15px\|border \|alt=Illes Balears\|link=Selecció de futbol de les Illes Balears\|{{#if:\|]]       | Antoni Lluís Adrover Colom Tuni              |
| 19 | DAV  | [[Fitxer:Flag of Uruguay.svg\|23x15px\|border \|alt=Uruguai\|link=Selecció de futbol de l'Uruguai\|{{#if:\|]]                                  | Adrián Nicolás Luna Retamar (baixa al gener) |
| 20 | MIG  | [[Fitxer:Flag of Bolivia.svg\|23x15px\|border \|alt=Bolívia\|link=Selecció de futbol de Bolívia\|{{#if:\|]]                                    | Samuel Galindo                               |
| 21 | DEF  | [[Fitxer:Flag of the Balearic Islands.svg\|23x15px\|border \|alt=Illes Balears\|link=Selecció de futbol de les Illes Balears\|{{#if:\|]]       | Xisco Campos Coll                            |
| 22 | DEF  | [[Fitxer:Flag of the Valencian Community (2x3).svg\|23x15px\|border \|alt=País Valencià\|link=Selecció de futbol del País Valencià\|{{#if:\|]] | Manel Ruz Baños                              |
| 23 | MIG  | [[Fitxer:Flag of Spain.svg\|23x15px\|border \|alt=Espanya\|link=Selecció de futbol d'Espanya\|{{#if:\|]]                                       | Borja Viguera Manzanares (baixa al gener)    |
| 24 | DAV  | [[Fitxer:Flag of the Basque Country.svg\|23x15px\|border \|alt=País Basc\|link=Selecció de futbol del País Basc\|{{#if:\|]]                    | Mikel Orbegozo Orbegozo                      |
| 25 | MIG  | [[Fitxer:Flag of Spain.svg\|23x15px\|border \|alt=Espanya\|link=Selecció de futbol d'Espanya\|{{#if:\|]]                                       | Arturo García Muñoz Arzu                     |

## Equip tècnic
- Entrenador:  Joan Carles Oliva fins al 30-10-2011
- Entrenador:  Jorge D'Alessandro di Ninho a partir de l'1-11-2011
- Segon entrenador:  Ismael Mariani fins al 30-10-2011
- Segon entrenador:  Jesús María Serrano Eugui a partir de l'1-11-2011
- Entrenador de porters:  Adolfo Baines Pilart
- Preparador físic:  Romà Cunillera Roig
- Metge:  Carles Hernàndez Guerrero
- Fisoterapèutes:  Ernest Canete Ruiz,  Pedro Flores Bauzá,  Carles López Archs,  Jordi Carrasco
- Readaptadora funcional: Stephanie Medina
- Delegat:  José Maria Grau Otero
- Encarregat de material:  Guillermo Martín Blanco,  Raul Fernandez Carrión

## Fitxatges
Els fitxatges d'aquesta temporada han estat:
- David Valle, del Badalona
- Julio Alberto Rico, de la Pobla de Mafumet (equip filial)
- Antonio Longás, del Cartagena
- Samuel Galindo, de l'Arsenal FC
- Arzu, del Betis
- Peragón, del Girona FC
- Juan Domínguez de la Real Unión de Irún
- Adrián Luna del RCD Espanyol

Durant el mes de gener s'ha fitxat a:
- Dani Abalo, cedit pel Celta
- Mikel Orbegozo, cedit per l'Athletic Club
- Hugo Bargas, de l'All Boys

## Baixes
Les baixes han estat:
- Alejandro Bergantiños al Deportivo de la Coruña
- Sergio Alejandro Díaz a l'Hèrcules CF
- David Medina al CD Tenerife
- Albert Virgili a la Llagostera
- Rubén Navarro Méndez al Leganés
- Walter Fernández al Videoton FC (Hongria))
- Felipe Sanchón a l'Hèrcules CF
- José Sánchez Moragón a l'Hospitalet
- Vicente Pérez Madrid al Leganés
- Ludovic Delporte (retirat)
- Miquel Martínez Moyà a l'CE Alcoià
- Gerardo Noriega
- Marc Fachan a l'Alavés

Han estat baixa durant el mes de gener de 2012:
- Adrián Luna, al CE Sabadell
- Eloy Gila, cedit al Betis
- Juan Domínguez, rescindeix el contracte
- Borja Viguera, retorna a la Reial Societat
- Julio Rico, cedit al RCD Espanyol B